# Metropolitana

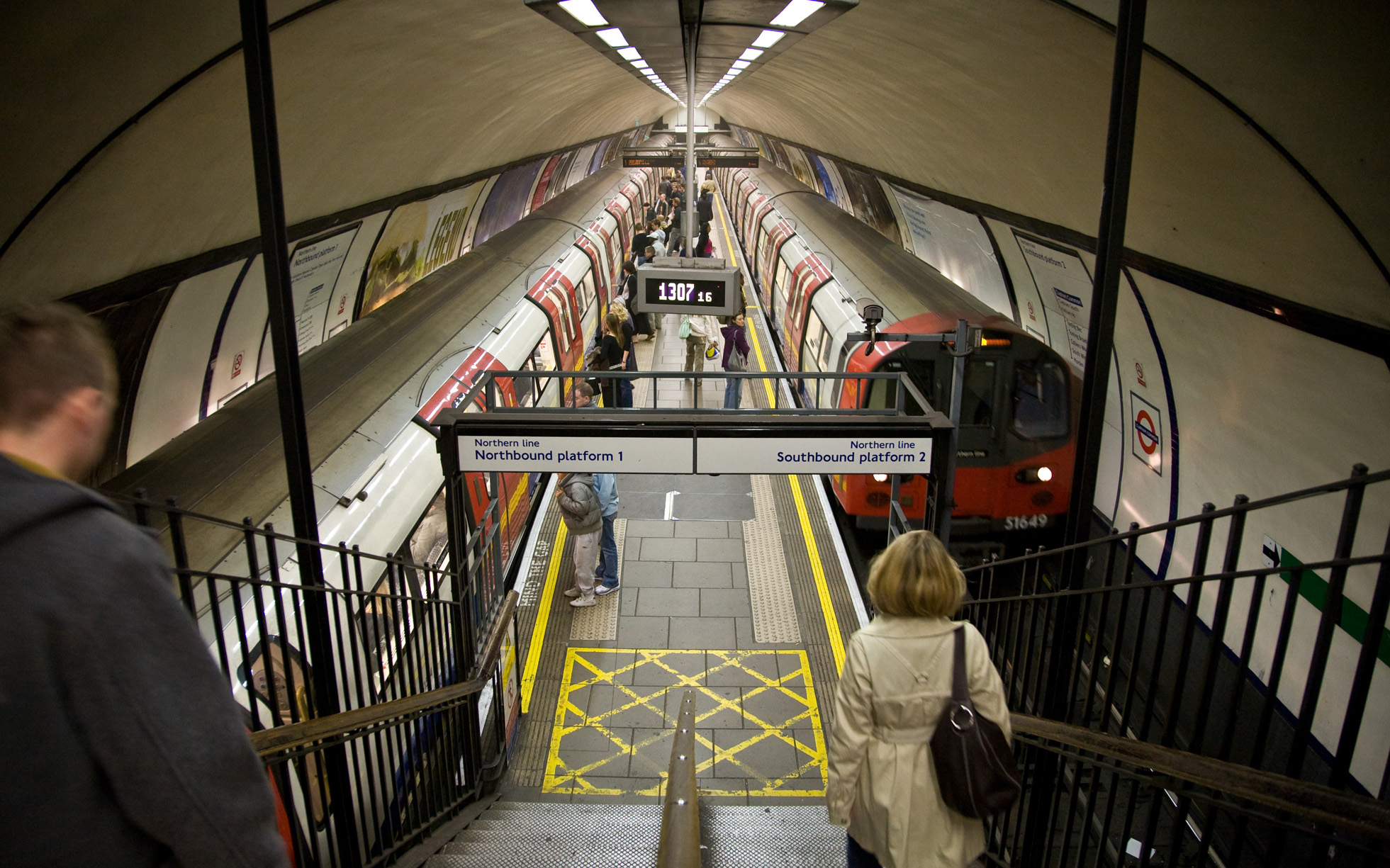
Metropolitana di Londra, stazione di Clapham Common

La metropolitana (comunemente conosciuta anche come la metro o il metrò) è un sistema di trasporto rapido di massa di tipo ferroviario destinato ai servizi urbani, caratterizzato da un'elevata frequenza delle corse e normalmente organizzato sulla base di percorsi fissi. Dal punto di vista tecnico la metropolitana è una ferrovia, per cui è caratterizzata da sede propria e il traffico vi è regolato da sistemi di segnalamento ferroviario e particolari regimi di circolazione. Le metropolitane possono avere percorsi tanto sotterranei quanto sopraelevati, come pure essere tracciate a livello del suolo, ma sono caratterizzate dall'assenza di attraversamenti stradali o pedonali, così come dall'uso della trazione elettrica.

## Storia

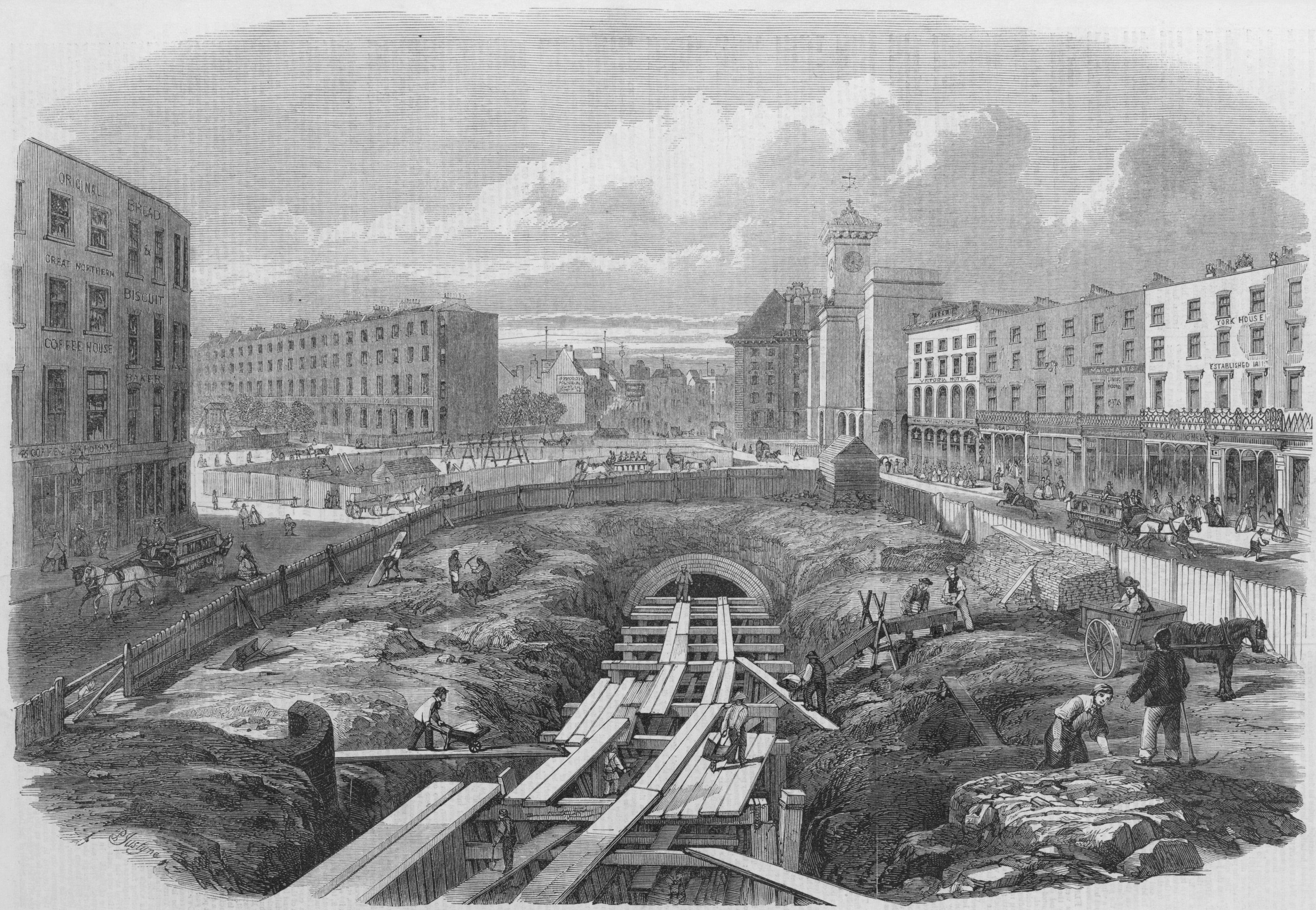
Lavori per la costruzione della metropolitana di Londra

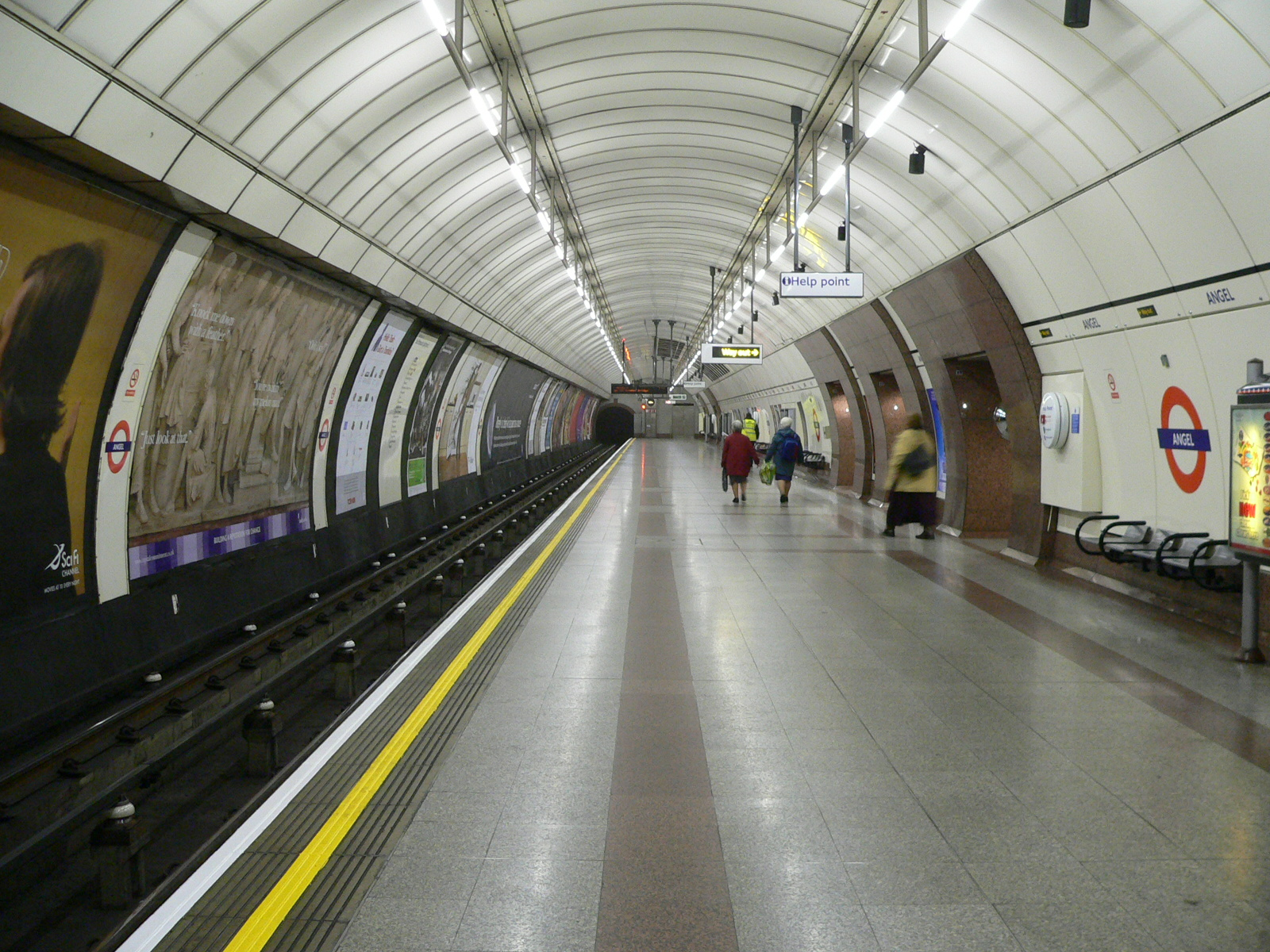
Stazione della metropolitana a Londra

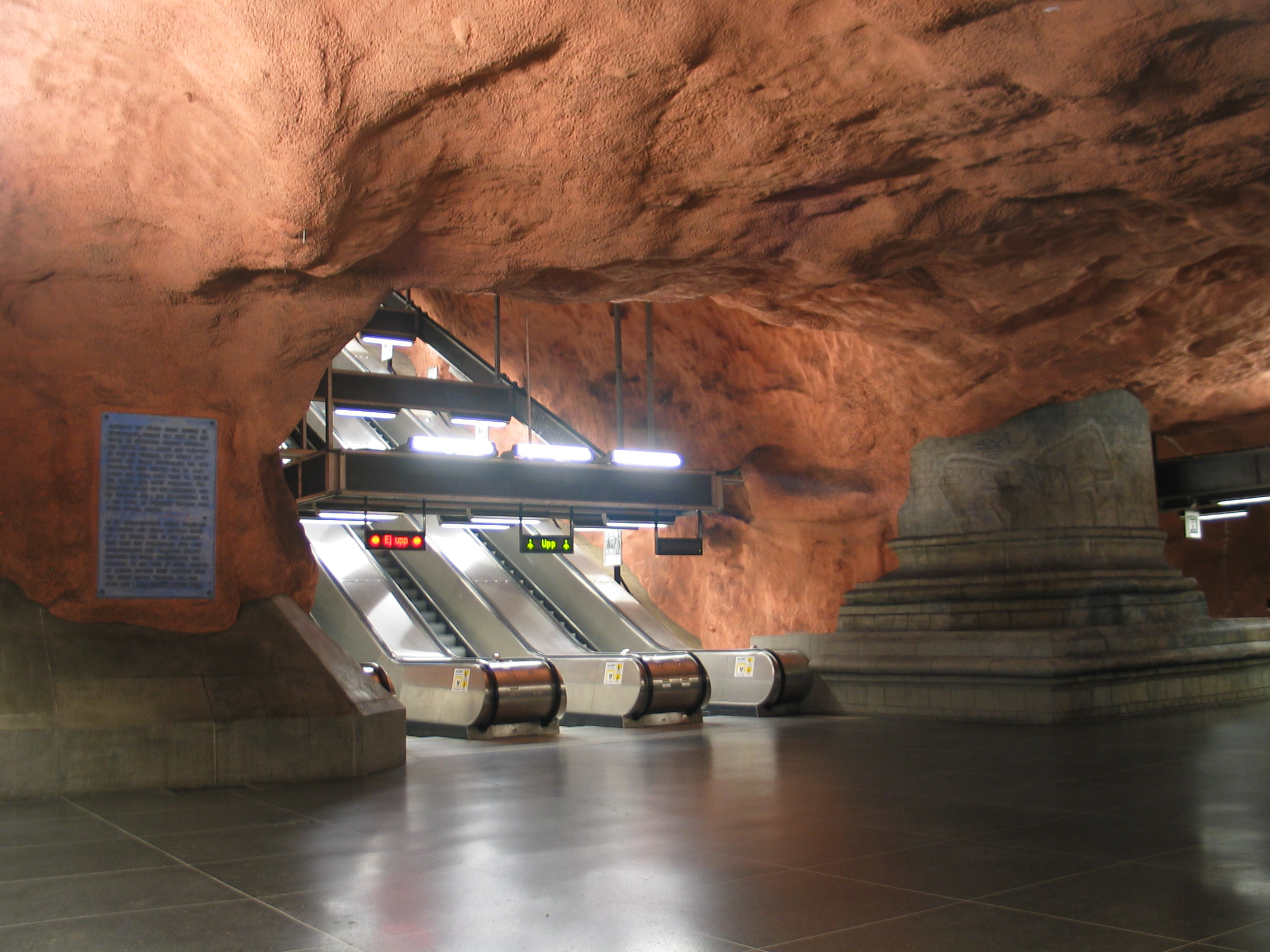
Uno degli ingressi della metropolitana di Stoccolma

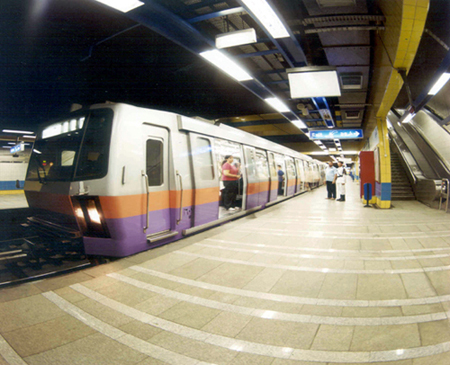
Metropolitana del Cairo

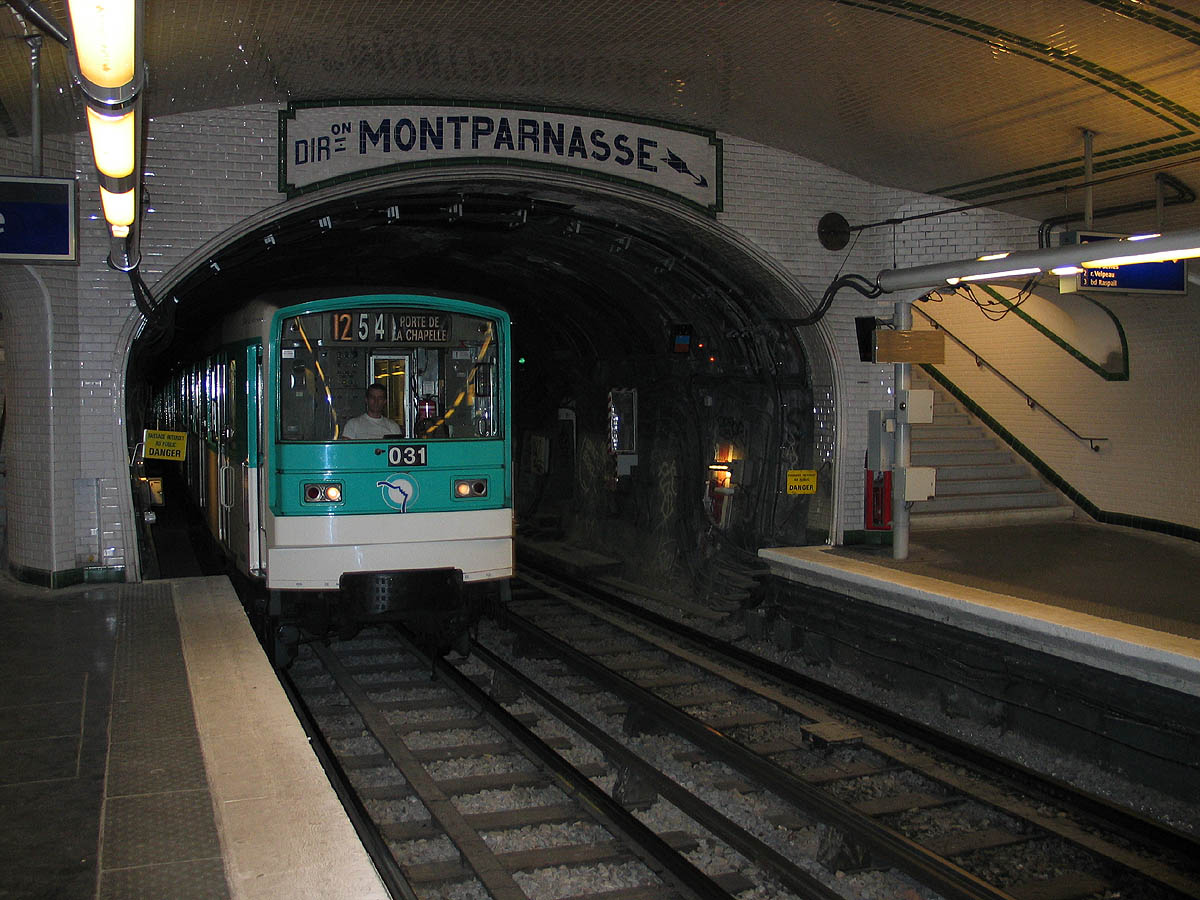
Stazione della metropolitana di Parigi

Dopo un primo periodo fortemente espansivo nella costruzione di nuove reti, compreso tra la fine del XIX secolo e gli anni cinquanta del XX, in cui furono soprattutto le capitali e le grandi metropoli dell'emisfero settentrionale a dotarsi di metropolitane, nuovi programmi sono stati avviati in questo settore dagli anni settanta, in virtù sia della necessità di decongestionare i centri urbani dal traffico sia della crescita del prezzo del petrolio, che ha reso sempre meno conveniente sotto il profilo economico il trasporto con autovetture.
La prima vera linea metropolitana al mondo è stata quella di Londra, chiamata ancora oggi "Underground" o "The Tube". Essa ha cominciato a operare il 10 gennaio 1863 (Metropolitan Line) e attualmente ha 414 km di linee. La proposta pare essere stata avanzata dall'allora sindaco, Charles Pearson, motivato dal caos insopportabile per le vie del centro anche a causa del mancato interscambio diretto tra le varie stazioni ferroviarie della città. Così nel 1860 venne costituita la Metropolitan Railway Company, il cui nome verrà riportato con la prima linea.
Fino al 1890 le metropolitane a Londra erano esercitate a vapore, con tratte a cielo aperto: solo in quell'anno l'elettrificazione consentì di portarle sottoterra, con la prima linea interamente sotterranea. Ancora nel Regno Unito sono in funzione le antiche metropolitane di Glasgow (1896) e Newcastle upon Tyne.
La prima linea di metropolitana dell'Europa continentale venne costruita nel 1896 a Budapest, in Ungheria, e ancora oggi essa è largamente preservata nel suo stato originario, così come nel suo nome, Földalatti; inoltre è stata la prima in Europa ad avere la trazione elettrica fornita da cavi aerei.

## Caratteristiche
La UITP (Associazione internazionale del Trasporto Pubblico) definisce la metropolitana come un sistema di trasporto, nell'ambito delle conurbazioni, provvisto di sede propria priva di interferenzialità (vale a dire completa separazione del proprio tracciato da quello di altri sistemi di trasporto).
In alcuni Stati tale tipo di infrastruttura è omologato secondo specifici parametri tecnici come quelli indicati nella norma UNI 8379-2000 in vigore in Italia.

### Tecnologie

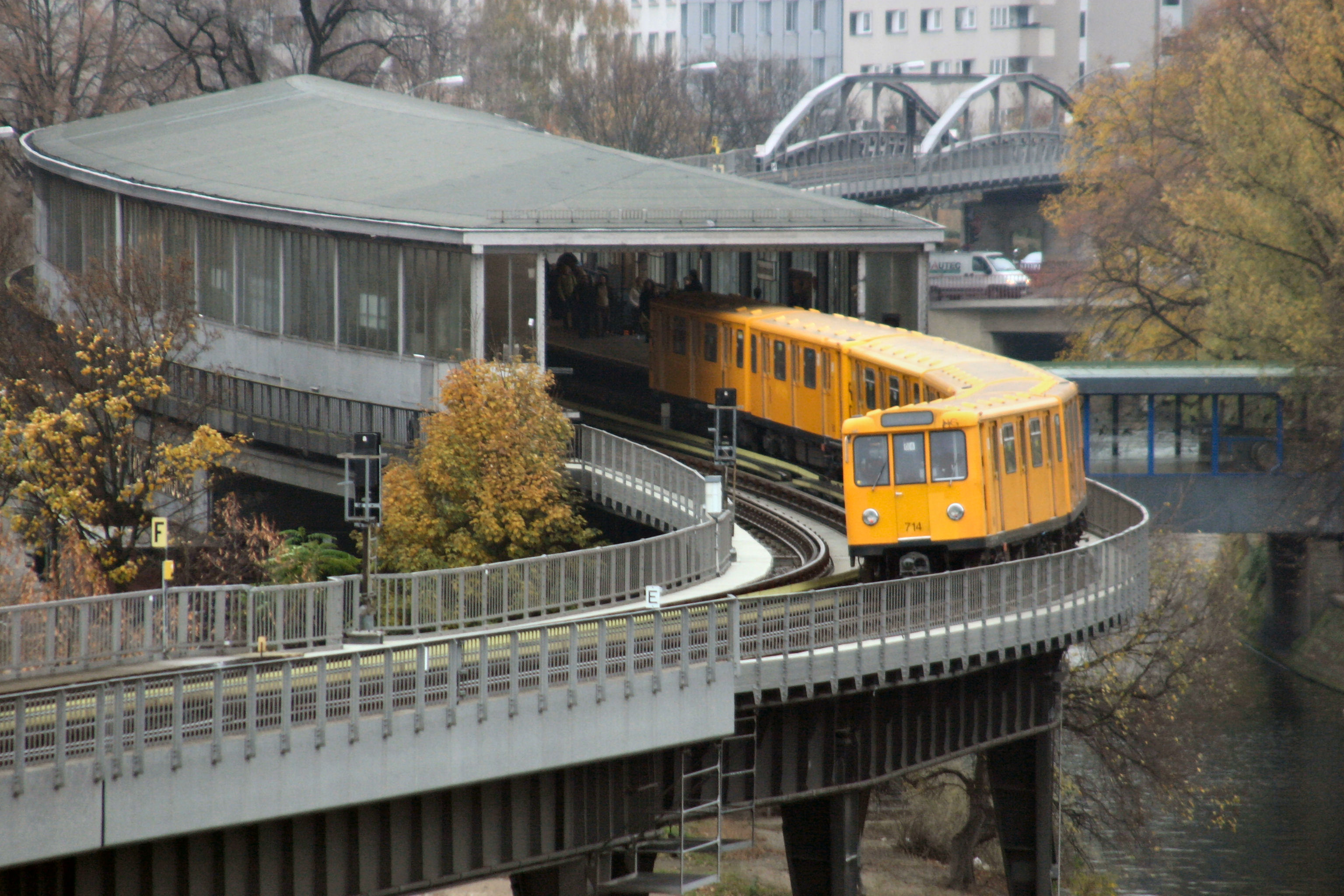
Metropolitana in un tratto sopraelevato di Berlino

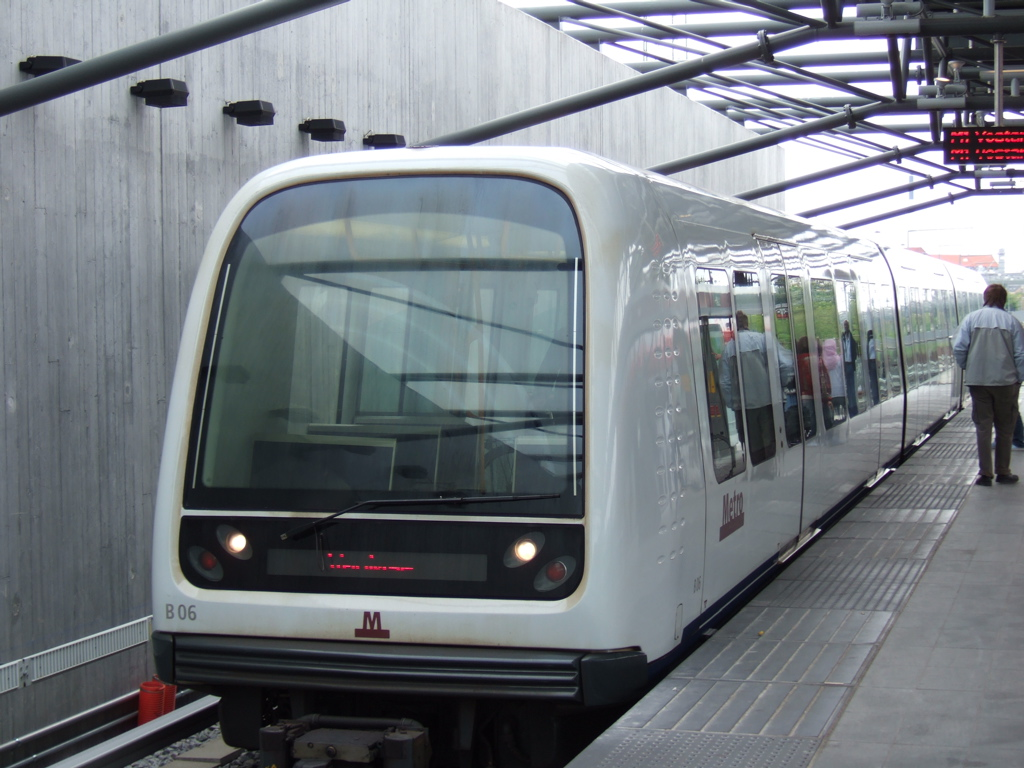
Metropolitana automatica di Copenaghen

Strettamente derivate dalle ferrovie, le metropolitane hanno inizialmente mutuato da queste i medesimi sistemi di esercizio e di armamento.
Successivamente proprio questi impianti sono stati oggetto dei primi sistemi per il controllo della marcia dei treni e per la guida automatica (metropolitana automatica o driver-less).
La diversificazione dei sistemi di metropolitana, derivata dalle differenti tecnologie impiegate, ha dato origine a molteplici tipologie:
- in base al tipo di guida:
  - metropolitana con conducente
  - metropolitana automatica, nella quale i treni viaggiano senza conducente a bordo
- in base al tipo di rotaia utilizzata:
  - metropolitana su rotaia
  - metropolitana su gomma, i cui convogli sono equipaggiati con ruote gommate o miste in ferro e gomma, per una maggiore aderenza e silenziosità
- in base alla sede:
  - metropolitana sopraelevata caratterizzata per il tipo di sede, realizzata su strutture in ferro o in calcestruzzo armato
  - metropolitana sotterranea
  - metropolitana di superficie e completamente separata da tutti gli altri tipi di traffici
- in base al servizio:
  - metropolitana pesante
  - metropolitana leggera

Ad esempio la metropolitana Siemens VAL (trasporti) è automatica, su gomma, leggera e può essere sotterranea o sopraelevata.
Un caso unico è la ferrovia sospesa di Wuppertal che utilizza convogli appesi ad una rotaia posta su una struttura portante elevata rispetto alla superficie stradale.

### Materiale rotabile
La maggioranza dei treni metropolitani sono unità multiple a trazione elettrica. La corrente è solitamente fornita da un terzo binario o, nei sistemi che utilizzano tunnel particolarmente larghi, da una linea aerea. La maggior parte corre su binari d'acciaio di tipo convenzionale anche se non mancano alcune (ad esempio a Parigi e a Torino) che presentano ruote di gomma.
Il materiale rotabile è per lo più utilizzabile solo per la rete per la quale è stato progettato. Questo a causa di molte variabili: profilo dei tunnel, alimentazione (se aerea o per terza rotaia), tecnologia (se standardizzata o proprietaria come nel caso VAL o della Metropolitana driverless AnsaldoBreda).

### Caratteristiche delle reti
La rete è generalmente progettata in maniera da offrire agli utenti, specialmente all'interno dei centri cittadini, una molteplice scelta di stazioni, spesso site nei pressi di punti di grande transito nonché in vicinanza di connessioni con altri mezzi e reti di trasporto (autobus, tram, stazioni ferroviarie, funicolari).
Le "sopraelevate", cioè metropolitane il cui tracciato corre quasi per intero su un viadotto, sono state assai popolari nella prima metà del XX secolo ma, con il passare degli anni, si è preferito investire nella costruzione di reti sotterranee. Negli ultimi anni in alcune città si è assistito al riutilizzo di questo tipo di tecnologia costruttiva: è il caso della Docklands Light Railway di Londra, del MARTA di Atlanta, della Las Vegas Monorail e dell'AirTrain che collega New York all'aeroporto John Fitzgerald Kennedy. Molto più frequentemente si costruisce parzialmente in sopraelevata e parzialmente in sotterranea.
Nelle grandi aree urbane la rete metropolitana può estendersi fino al limite del centro cittadino oppure raggiungere i sobborghi limitrofi: in questo caso la distanza tra le stazioni può aumentare anche considerevolmente. Spesso i sobborghi più lontani sono collegati al resto della rete da linee a parte, non metropolitane, dette suburbane o regionali, con stazioni più distanti tra loro in modo da consentire ai treni di raggiungere velocità maggiori.
Molte delle stazioni più vecchie sono realizzate a frenata e accelerazione gravitazionale ossia i cui binari all'interno delle stazioni si trovano in quota più elevata rispetto alla linea tra due stazioni, in modo che il treno per gravità rallenti all'ingresso in salita nelle stazioni e acceleri in uscita in discesa dalle stazioni.

## Importanza e ruolo

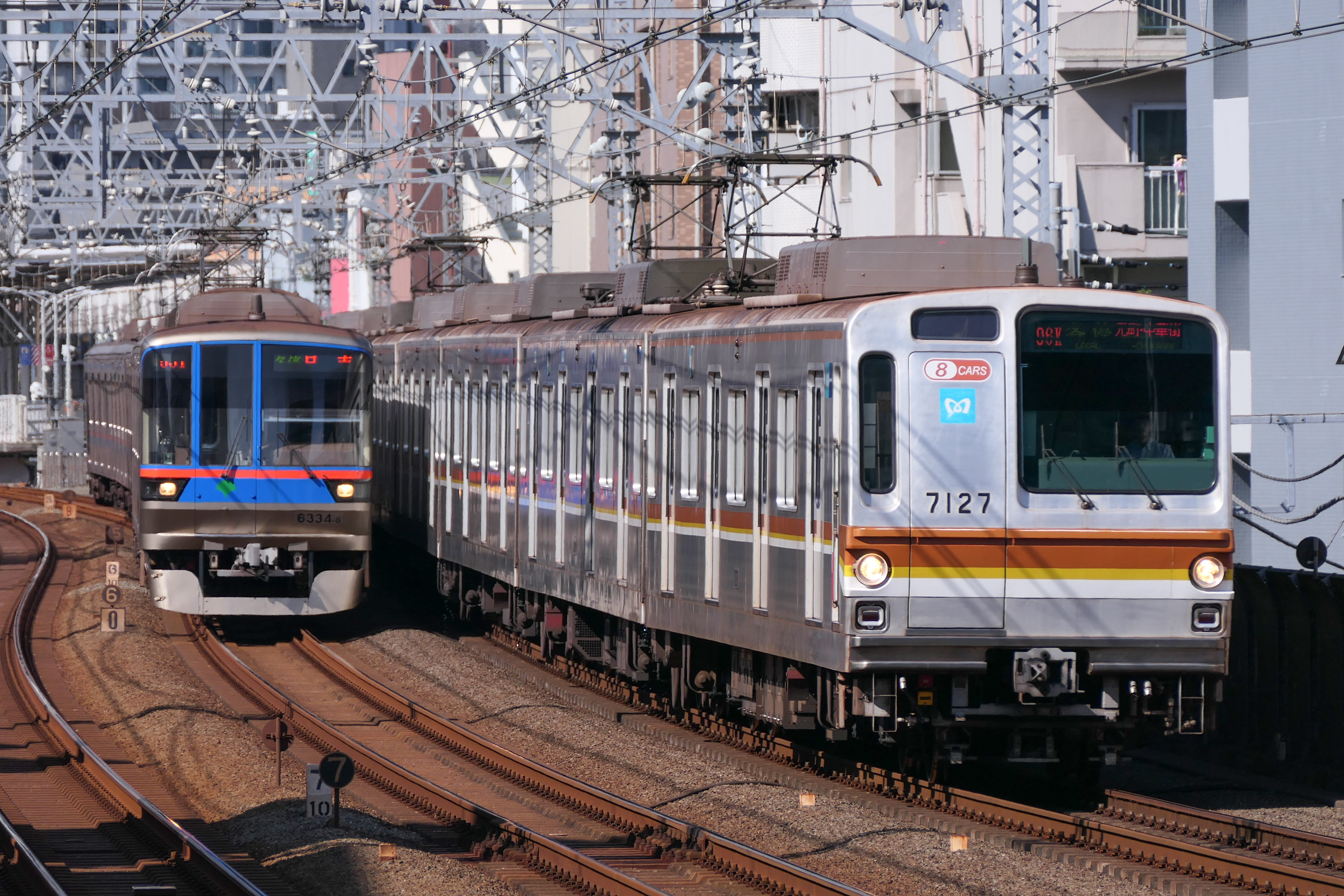
La metropolitana di Tokyo

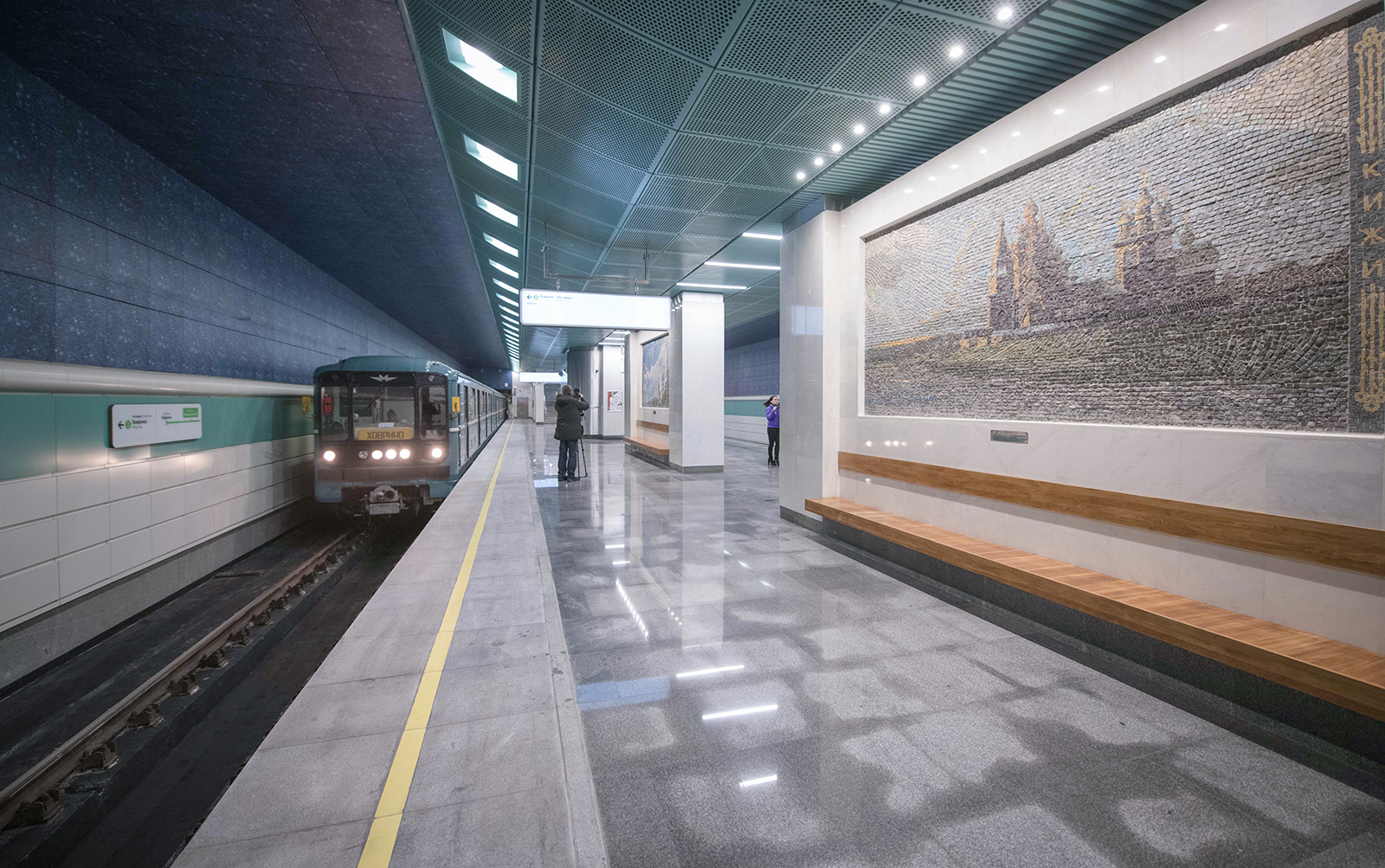
Stazione della metropolitana di Mosca

Il volume di passeggeri trasportati da una rete metropolitana spesso raggiunge livelli elevati e la metropolitana è quasi sempre considerata l'asse portante di un sistema di trasporto cittadino. In molte città, infatti, i passeggeri sono soliti cominciare il loro viaggio con un bus, un tram, un treno suburbano per poi entrare nel centro cittadino proprio con la metropolitana.
In alcune città la rete metropolitana è così estesa ed efficiente che la maggioranza dei residenti la usa come principale mezzo di trasporto, anche al posto dell'auto. Shanghai, Pechino, Londra, Mosca, New York, Berlino, Madrid, Parigi, Seul, Tokyo sono fra le città con le più grandi metropolitane del mondo. Solo nella capitale del Giappone, gestite da due società (Tokyo Metro e Toei), ci sono dodici linee, interconnesse con altre 75 linee ferroviarie (Japan Railways), che dal centro portano verso i sobborghi anche più lontani.
La maggioranza delle reti metropolitane è dedicata al trasporto di passeggeri, ma alcune città hanno costruito anche delle linee per trasportare merci e posta. Un esempio è quello della Post Office Railway che trasportava posta tra gli uffici di Londra: ha funzionato dal 1927 al 2003. Un'altra rete di questo tipo era in servizio a Chicago.
Negli anni della guerra fredda le reti metropolitane venivano spesso incluse nei piani di protezione civile come rifugio per la popolazione nell'eventualità di un attacco nucleare.
Le metropolitane sono state spesso utilizzate anche come manifesto dei traguardi economici, sociali e tecnologici raggiunti da un Paese, in particolare per quanto riguarda le metropolitane in Unione Sovietica e in altri Stati comunisti. Con i loro muri rivestiti di marmo, i pavimenti in granito, gli splendidi mosaici e lampadari, le metropolitane di Mosca e di San Pietroburgo sono ancora oggi fra le più monumentali del mondo.

## Metropolitane del mondo
Nel XXI secolo numerosi sono gli Stati con una città dotata di metropolitana.
In Europa quasi tutti i Paesi hanno almeno una linea di metropolitana (ad esclusione di Islanda, Irlanda, Lussemburgo, i tre Paesi baltici, Slovacchia, Moldavia, Paesi dell'ex Jugoslavia, Albania, Cipro e i sei microstati europei).
Anche i Paesi dell'America settentrionale sono dotati di almeno una linea di metropolitana, così come quelli dell'America meridionale (ad eccezione di Guyana, Suriname, Bolivia, Paraguay e Uruguay).
In Oceania solo l'Australia è dotata di una metropolitana, mentre nel continente africano solo l'Algeria, l'Egitto e la Nigeria ne possiedono una.
L'Asia, infine, può vantare metropolitane molto estese, come quelle di Tokyo o di Shanghai.
Le seguenti cartine ben sintetizzano la situazione:

Paesi con sistemi di metropolitana.
Legenda:
Paesi in cui è presente almeno una linea metro
Paesi con una linea metro in fase di costruzione

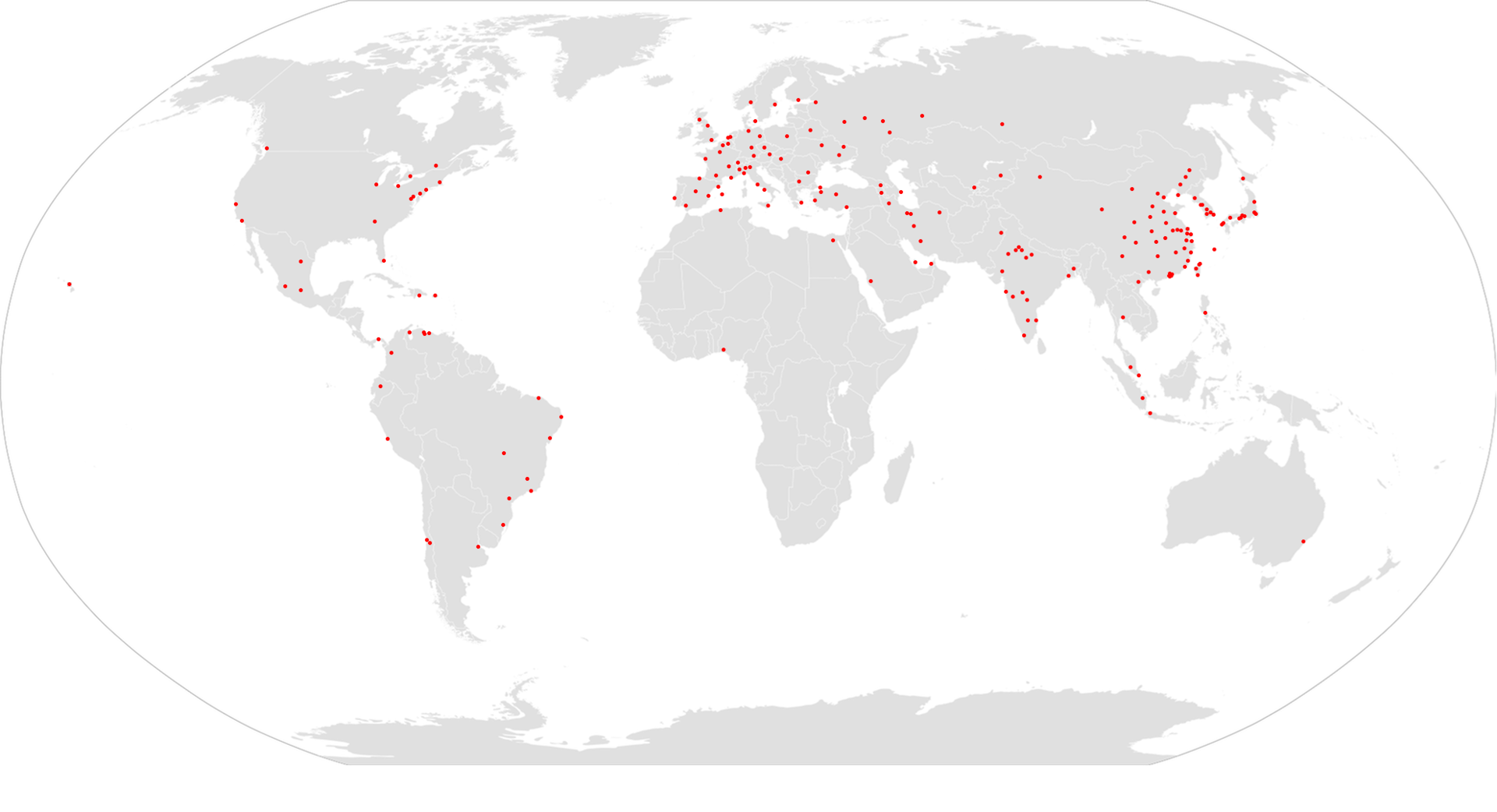
Città in cui è presente almeno una linea di metropolitana (mappa aggiornata a settembre 2024)

     Paesi in cui è presente almeno una linea metro
     Paesi con una linea metro in fase di costruzione

### Europa

#### Austria
In Austria la rete metropolitana di Vienna è in funzione dal 1976.

#### Benelux
Nei Paesi del Benelux sono attive le metropolitane di Amsterdam (1977), Bruxelles (1976) e Rotterdam (1968).

#### Europa centro-orientale
Nell'Europa centro-orientale si trovano cinque reti metropolitane in altrettanti Paesi: Bulgaria (Sofia, 1998), Polonia (Varsavia, 1995), Repubblica Ceca (Praga, 1974) e Ungheria (Budapest, la cui linea M1 è la più antica dell'Europa continentale; 1896). Risulta in costruzione la metropolitana di Belgrado in Serbia.

#### Francia
La prima linea della metropolitana di Parigi è stata inaugurata nel 1900 ed è ancora oggi nota come "Métro", abbreviazione di "Chemin de Fer Métropolitain". In tempi più recenti si sono aggiunte le reti di Marsiglia (1977), Lione (1978), Lille (1983), Tolosa (1993) e Rennes (2002).

#### Germania

Logo delle U-Bahn

In Germania, come in tutti i Paesi di lingua tedesca, le linee metropolitane classiche, solitamente sotterranee, si indicano con il termine U-Bahn. La dicitura U-Bahn deriva infatti da "Untergrundbahn" ("ferrovia sotterranea"). Analogamente alla dicitura U-Bahn, nata nel 1902, nel 1930 fu creata la dicitura S-Bahn (da "Stadtschnellbahn" o "ferrovia veloce urbana") per indicare i servizi ferroviari urbani e suburbani. I sistemi U-Bahn sono caratterizzati dalla cartellonistica di colore blu (mentre le S-Bahn presentano analoghi cartelli di colore verde). Le linee sono contrassegnate da un numero preceduto dalla lettera "U", ottenendo combinazioni del tipo "U1", "U2", etc.
La U-Bahn di Berlino (con molte linee che corrono su viadotto) cominciò a operare nel 1902. Dieci anni dopo, nel 1912, è stata la volta di Amburgo, oggi dotata di una rete molto estesa, mentre solo negli anni settanta le metropoli bavaresi di Monaco (1971) e Norimberga (1972) hanno messo in funzione le loro linee.
Diverse città tedesche hanno, poi, reti miste che comprendono sia "S-Bahn" sia linee tranviarie potenziate ("Stadtbahn"), particolarmente veloci, frequenti e dotate di sede propria riservata, spesso in galleria: è il caso di Essen (1967), Francoforte (1968), Colonia (1968), Stoccarda (1970), Bielefeld (1971), Hannover (1975), Dortmund (1976), Bonn (1979), Düsseldorf (1981), Bochum (1989), Duisburg (1992).
La città di Wuppertal possiede, invece, un'originale ferrovia sospesa, la Schwebebahn.

#### Grecia
Atene possiede una metropolitana già dal 1904. Il 30 novembre 2024 è avvenuta l'inaugurazione della metropolitana di Salonicco, seconda città del Paese.

#### Italia

La "M" bianca su sfondo rosso, logo delle metropolitane in Italia

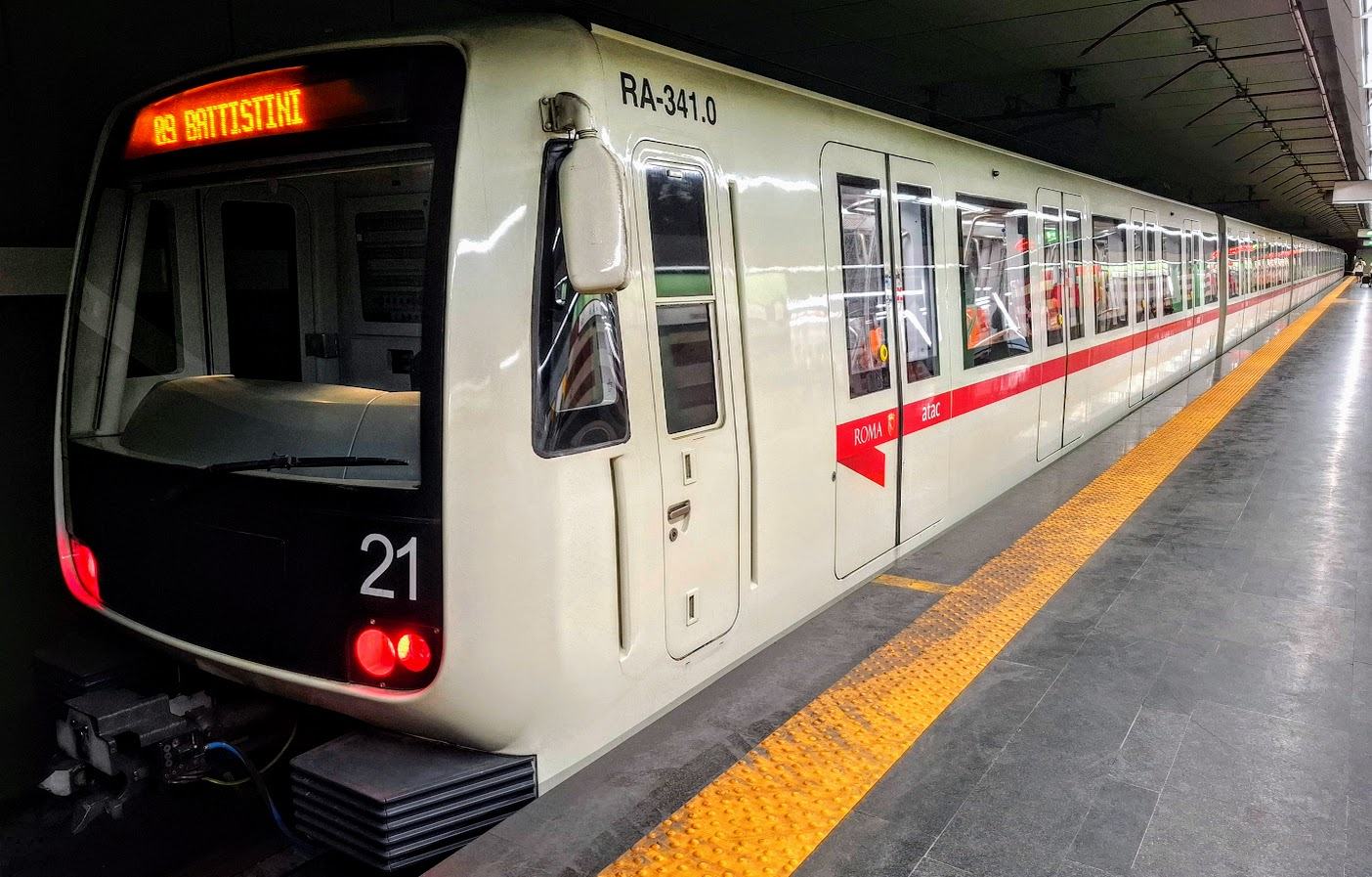
Metropolitana di Roma Linea A

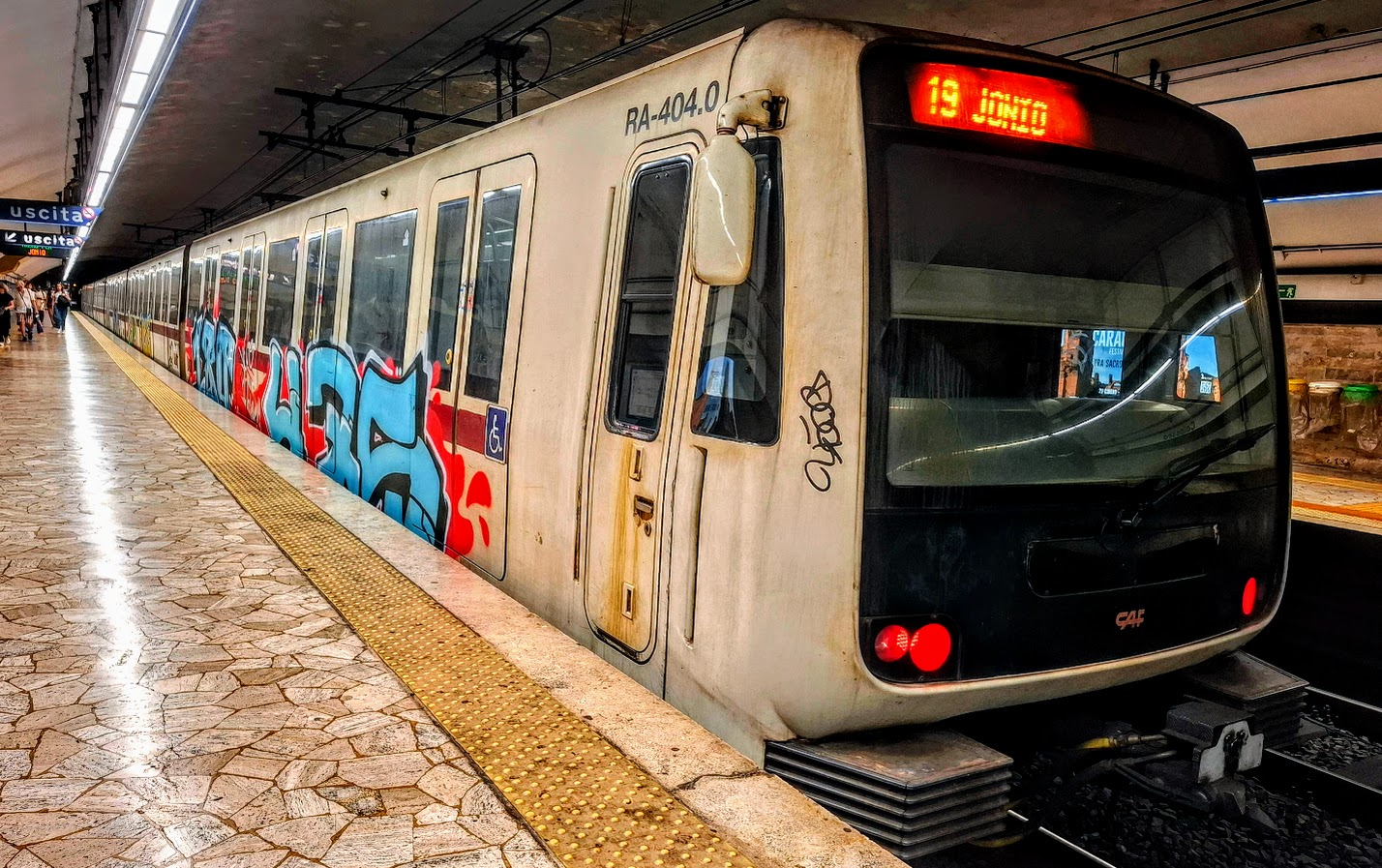
Metropolitana di Roma Linea B

La rete metropolitana più estesa d'Italia è quella di Milano, inaugurata nel 1964.
In Italia si può considerare come prima metropolitana l'attuale linea B della metropolitana di Roma, inaugurata il 9 febbraio 1955.
Oltre a Milano e Roma, dispongono di una metropolitana le città di Brescia (2013), Catania (1999), Genova (1990), Napoli (1993) e Torino (2006).

#### Portogallo
In Portogallo l'unica metropolitana è stata inaugurata nella capitale Lisbona nel 1959.

#### Regno Unito
Londra vanta la prima vera linea metropolitana al mondo (1863), oltre che una delle più estese. Altre città dotate di metropolitana sono Glasgow (inaugurata nel 1896, quindi la quarta più antica al mondo) e la metropolitana di Newcastle (metropolitana leggera; 1980). Una menzione merita pure un'altra metropolitana leggera, sempre a Londra, ovvero la Docklands Light Railway (1987).

#### Romania
In Romania la metropolitana di Bucarest, pensata negli anni trenta per ammodernare la città, è stata aperta nel 1979, diventando uno dei mezzi pubblici più efficienti della capitale. Attualmente la metropolitana (Metrou in rumeno) è gestita dalla società Metrorex. È prevista nel 2026 l'inaugurazione della metropolitana di Cluj-Napoca, seconda città del Paese.

#### Spagna
In Spagna le corse della metropolitana di Madrid, oggi una delle più estese ed efficienti del mondo, sono cominciate nel 1919. Barcellona ha seguìto la capitale nel 1924. In tempi più recenti è stata la volta di Valencia (1988), Bilbao (1995), Palma di Maiorca (2007) e Siviglia (2009).

#### Scandinavia
In Scandinavia la rete più estesa è quella di Stoccolma (in servizio dal 1950), mentre in tempi più recenti si sono aggiunte le metropolitane di Oslo (1966), Helsinki (1982) e Copenaghen (2002).

#### Svizzera
In Svizzera la metropolitana di Losanna  è stata attivata nel 1991 utilizzando parzialmente una funicolare costruita nel 1877.

#### Ucraina
In Ucraina la metropolitana di Kiev è aperta dal 1960, quella di Charkiv è aperta dal 1975 e quella di Dnipro dal 1995. A Kryvyj Rih si trova invece un metrotram, ovvero un tram che corre in sotterranea.
In seguito all'invasione russa dell'Ucraina del 2022, la metropolitana di Kiev è stata più volte utilizzata come rifugio antiaereo dalla popolazione civile, essendo per la grande maggioranza della rete sotterranea.

### America settentrionale e centrale

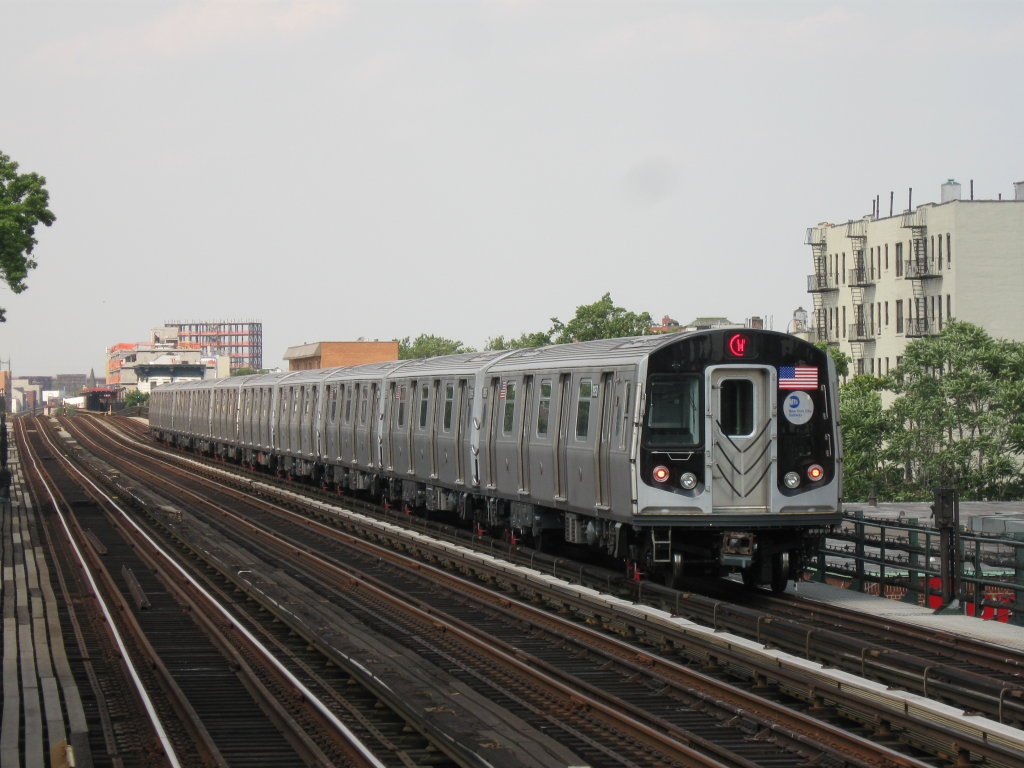
La metropolitana di New York City

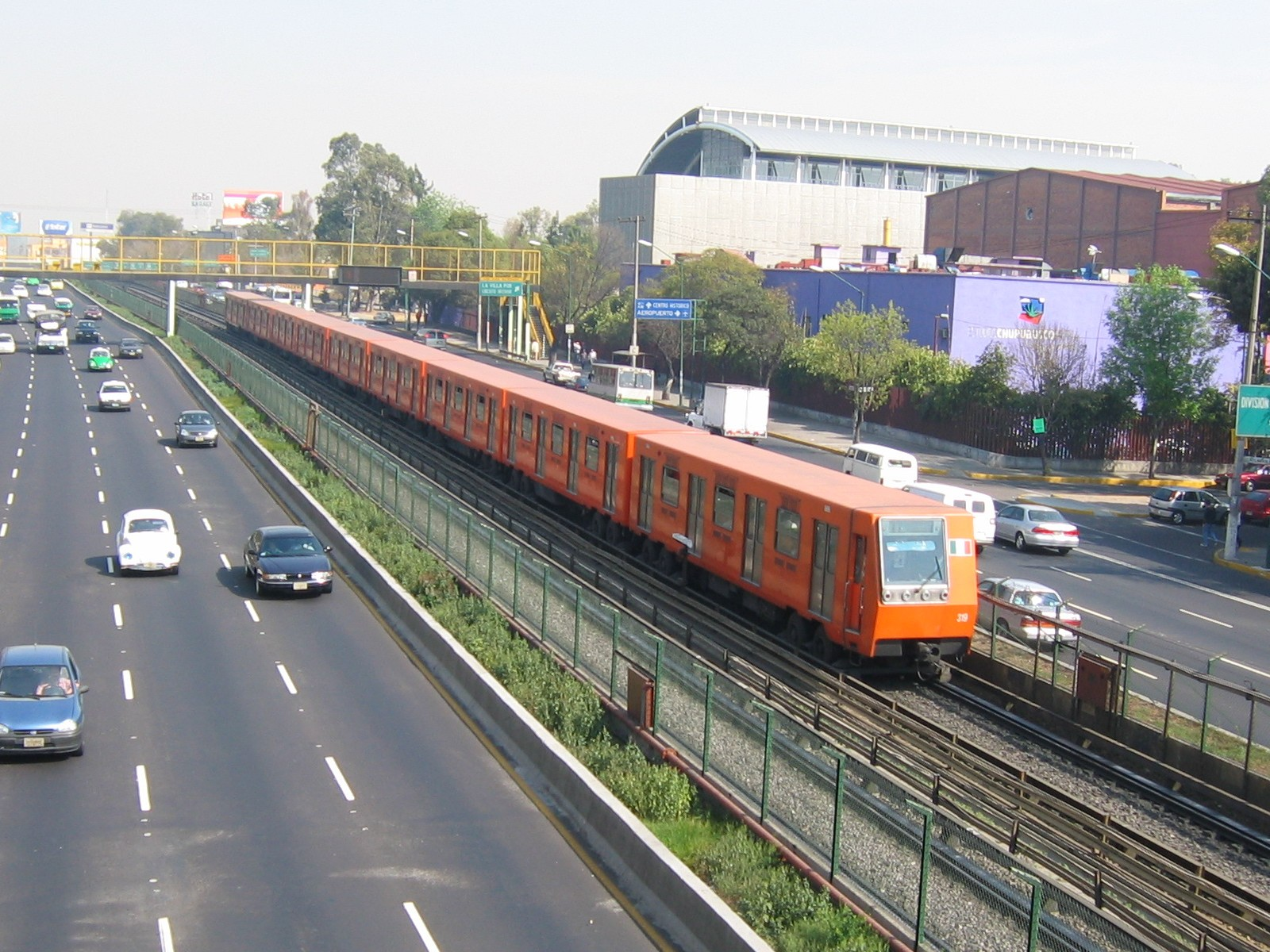
Metropolitana di Città del Messico, la più estesa d'America Latina e una delle più estese del mondo

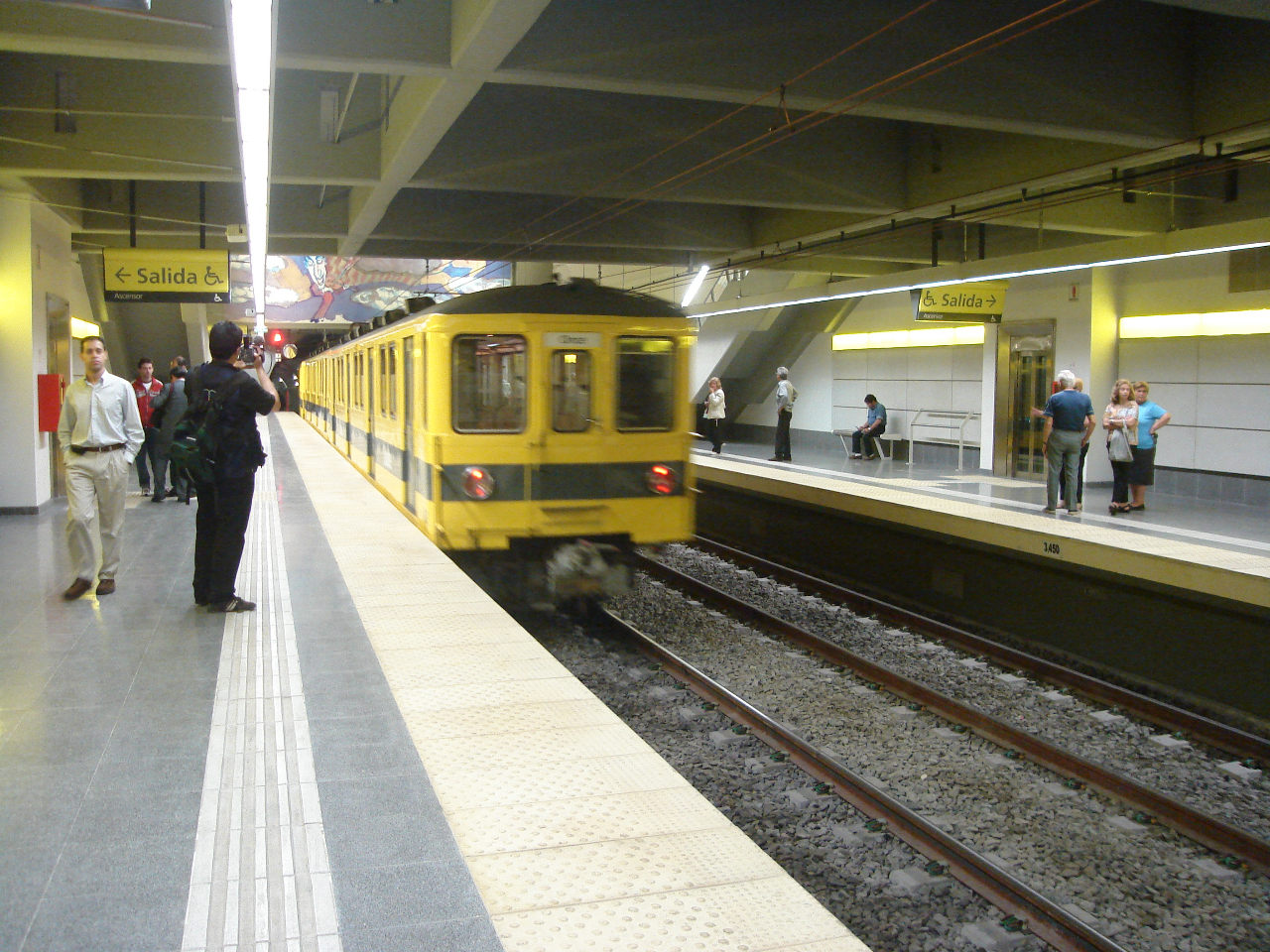
Stazione Caseros della metropolitana di Buenos Aires

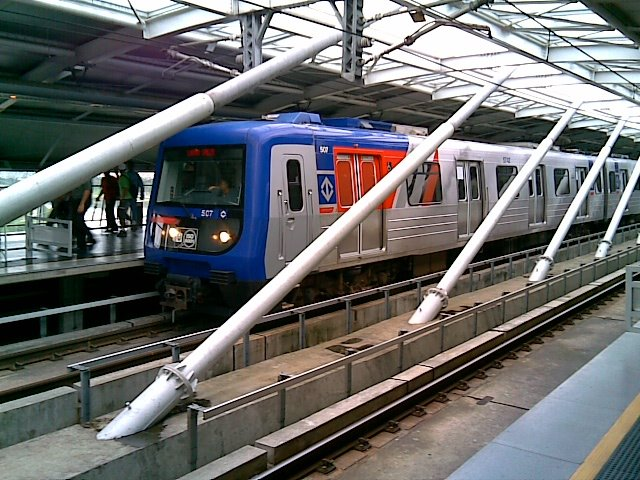
Metropolitana di San Paolo del Brasile

A Chicago (Stati Uniti) nel 1893 cominciò il suo servizio la prima metropolitana "soprelevata" del mondo a trazione elettrica, che divenne, altresì, la prima a essere dotata, nel 1897, del MUTC (sistema di controllo multiplo del treno grazie al quale i treni non erano trainati da una locomotiva). Boston ha il più antico tunnel ancora in funzione degli Stati Uniti, dato che è parte della "Green Line" risalente al 1897. La metropolitana di New York, nota come "Subway", aprì il suo primo tratto nel 1904. Nel 1907 fu la volta di Filadelfia. A queste quattro reti "apripista" di inizio '900, dalla seconda metà del secolo in poi se ne sono poi aggiunte a Cleveland (1955), San Francisco (1972, con il suo Bay Area Rapid Transit, o BART), Washington (1976), Atlanta (1979), Baltimora (1983), Miami (1984), Los Angeles (1990) e Honolulu (2023).
La "Subway" di Toronto, in Canada, è stata inaugurata nel 1954 ed è stata la prima al mondo con treni interamente in alluminio (dal 1963). Il "Métro" di Montréal ha cominciato le sue corse nel 1966. Ancora in Canada, dal 1986 è in funzione la metropolitana di Vancouver, mentre hanno reti "leggere" le città di Calgary e Ottawa.
In Messico la capitale Città del Messico è servita dalla metropolitana dal 1969, così come Guadalajara dal 1989 e Monterrey dal 1991.
Per quanto riguarda invece America centrale e Caraibi, metropolitane si trovano a Porto Rico (San Juan, 2004), Repubblica Dominicana (Santo Domingo, 2009) e Panama (Città di Panama, 2014).

### America meridionale
La metropolitana di Buenos Aires (chiamata "El Subte") risale al 1913; è la più antica in Sud America e nell'intero emisfero australe.
In America meridionale sono in servizio anche le metropolitane di Santiago del Cile (1975), Caracas (1983), Medellín (1995), Lima (2011, anche se il servizio cominciò in via sperimentale nel 1995 per poi essere interrotto), Quito (2023).
Il Paese dell'area che può vantare più metropolitane è il Brasile, che ne ha otto. La prima fu San Paolo nel 1974; seguirono Rio de Janeiro (1979), Recife (1985), Porto Alegre (1985), Belo Horizonte (1986) Brasilia (2001), Fortaleza (2012) e Salvador (2014).

### Ex Unione Sovietica
La prima metropolitana dell'ex Unione Sovietica (in russo "метро") è stata aperta nel 1935 a Mosca; sono poi seguite San Pietroburgo (1955), Kiev (1960), Tbilisi (1965), Baku (1967), Charkiv (1975), Tashkent (1977), Erevan (1981), Minsk (1984), Nižnij Novgorod (1985), Novosibirsk (1986), Samara (1987), Ekaterinburg (1991), Dnipro (1995), Kazan' (2005) e Almaty (2011).
A Volgograd in Russia e Kryvyj Rih in Ucraina furono invece costruiti, negli anni 1980, dei metrotram, ovvero classici tram urbani che però corrono in sotterranea.

### Asia

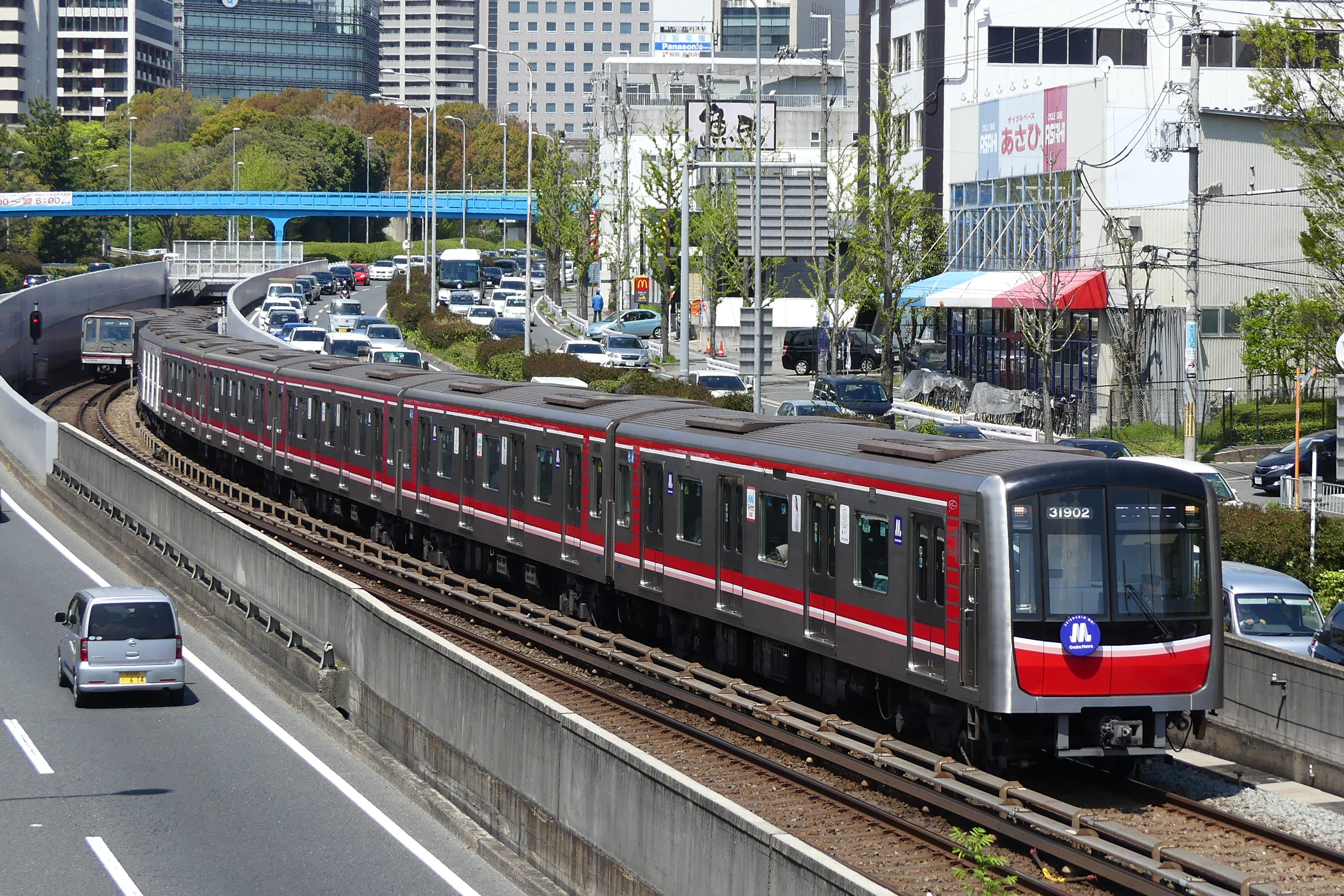
Metropolitana di Osaka

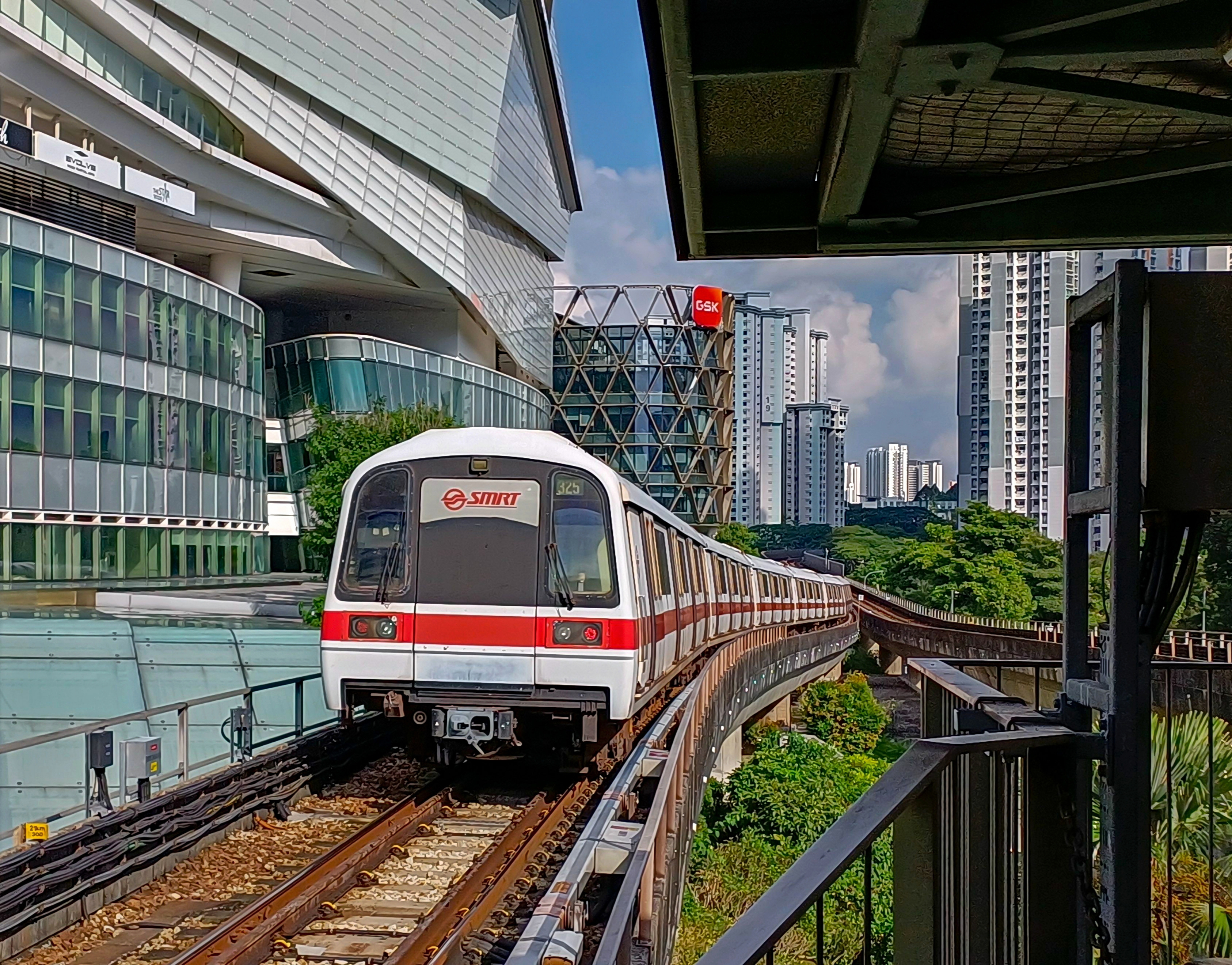
Metropolitana di Singapore

La più antica rete metropolitana dell'Asia è quella di Tokyo, aperta nel 1927. Le altre città giapponesi dotate di metropolitana sono quelle di Osaka (1933), Nagoya (1957), Sapporo (1971), Yokohama (1972), Kōbe (1977), Kyōto (1981), Fukuoka (1981) e Sendai (1987).
Negli ultimi trent'anni numerose città della Corea hanno sviluppato moderne ed estese reti metropolitane. La più grande è quella della capitale sudcoreana Seul (1974); altre sono a Pyongyang (1973), Pusan (1985), Taegu (1997), Incheon (1999), Gwangju (2004) e Daejeon (2006).
In Cina, dopo Pechino (1969), hanno costruito una rete nell'ordine: Tientsin (1980), Shanghai (1995), Canton (1999), Changchun (2002), Dalian (2003), Shenzhen (2004), Wuhan (2004), Nanchino (2005) e Chongqing (2005), Shenyang (2009), Chengdu e Foshan (2010), Xi'an (2011), Hangzhou, Suzhou e Kunming nel 2012, Harbin e Zhengzhou nel 2013, nel 2014 è la volta di Changsha, Ningbo, Wuxi, Qingdao e Nanchang (2015), nel 2016 il servizio di metropolitana si avvia a Nanning, Fuzhou, Hefei e a Dongguan, nel 2017 tocca a Shijiazhuang, Guiyang e Xiamen, inaugura nel 2018 a Ürümqi. Nel 2019 ne vengono inaugurate tre rispettivamente a Lanzhou, Hohhot e Xuzhou. Sono attualmente in costruzione linee di metropolitana in città non ancora servite dal servizio, così come la progettazione di altre e l'ampliamento di linee in città in cui il trasporto metropolitana è già sviluppato. Sempre in Cina, sono presenti delle linee anche a Hong Kong (1979) e un servizio di metropolitana leggera a Macao di recente inaugurazione (2019). In Asia risultano servite dalla metropolitana anche Manila (1984), Singapore (1987), Taipei (1996), Kuala Lumpur (1996) e Bangkok (1999).
In India la capitale Nuova Delhi è servita dalla metropolitana solo dal 2002, mentre Calcutta ha visto l'inizio del servizio nel 1984, Chennai nel 1997, Hyderabad nel 2017. A Mumbai, la più popolosa delle metropoli indiane, la trasformazione di alcune linee suburbane in metropolitana ha visto l'apertura della rete nel 2004.
Nei Paesi islamici spesso esistono delle vetture riservate alle sole donne. Metropolitane sono in servizio ad Ankara (1997), Teheran (1999), Smirne (2000), Bursa (2002), Dubai (2009).

### Africa
In Africa, dispongono di una metropolitana l'Algeria (Algeri, 2011), l'Egitto (Il Cairo, 1987) e la Nigeria (Lagos, 2023). Inoltre la Costa d'Avorio sta costruendo la sua prima metropolitana ad Abidjan. Altri Stati africani dispongono comunque di metrotranvie (metropolitana leggera di Tunisi in Tunisia, metropolitana leggera di Addis Abeba in Etiopia, Metro Express a Mauritius) o di almeno una singola rete di servizi ferroviari urbani e suburbani (Botswana, Kenya, Marocco, Senegal, Tanzania e Sudafrica, il quale ne ha cinque in altrettante città).

### Oceania
In Oceania non esistono reti metropolitane vere e proprie (con l'eccezione di Sydney): in ogni modo città come Sydney, Melbourne, Brisbane, Perth e Auckland hanno delle più o meno estese linee ferroviarie urbane e suburbane.

## Rappresentazione schematica

Rappresentazione schematica di una rete metropolitana fittizia

Il modo di rappresentare, con mappe schematizzate, i percorsi e le fermate delle metropolitane, oggi familiare a tutti gli utenti del servizio, fu inventato per la mappa della metropolitana di Londra nel 1933 da Harry C. Beck (1903 - 1974), che di professione disegnava circuiti elettrici per una società di telecomunicazioni.